# Francisco de Souza Meira
Francisco de Souza Meira (Minas Gerais — Bom Jesus dos Meiras, atual cidade de Brumado, 1814) foi um proprietário rural brasileiro, povoador do sul do atual estado da Bahia.
Foi um descendente da família "Meira" da Espanha, através dos irmãos Marcos de Meira e Luís de Meira, sendo estes dois últimos, filhos de Baltasar da Meira. Os dois irmãos foram radicados inicialmente na então Capitania de Minas Gerais, aonde chegaram ainda crianças, entre 1690 e 1700. 
Francisco de Souza Meira era descendente próximo de um deles. Souza Meira partiu do Arraial de Santo Antônio da Manga, atual cidade de São Romão, Minas Gerais, para as antigas terras do município de Brumado. Foi um fazendeiro e pioneiro na povoação do distrito de Bom Jesus dos Meiras, entre o século XVIII e início do século XIX.
De acordo com outra versão e fontes históricas originais, Francisco de Souza Meira nasceu em Caetité (Bahia) e era filho de José de Souza Meira (nascido em Portugal) e Micaela Maria de Jesus (nascida em Inhambupe, Bahia). No inventário desta, falecida em 1749, consta que deixou dois filhos, sendo Francisco do seu segundo casamento com José de Souza Meira, o qual morre 9 anos após a esposa.

## Origens, história e destino final
Estabeleceu-se, inicialmente, entre os atuais municípios de Livramento de Nossa Senhora e Rio de Contas, partindo depois, para território indígena, habitado pelos Tupinambás; onde ali ergueu as primeiras residências e construiu as primeiras fazendas, denominando uma delas como "Bom Jesus dos Meiras". Sites da prefeitura de Brumado e do Instituto Brasileiro de Geografia e Estatística (IBGE) e alguns leigos afirmam ou afirmaram que Francisco de Souza Meira chegou ao atual município de Brumado em 1813, tendo realizado grandes combates, expulsando os nativos e conquistando o território destes, quando chegou à antiga fazenda Bom Jesus dos Meiras. Isso não tem respaldo em nenhuma fonte competente, visto que Francisco já morava naquele território muito antes e já fazia negócios nas redondezas desde 1800. Francisco de Souza Meira casou-se com Ana Xavier da Silva, tendo filhos, entre os quais, José de Souza Meira e Rodrigo de Souza Meira Sertão. Rodrigo foi casado com Maria Carlota Pereira de Castro, filha de Joaquim Pereira de Castro, patriarca desta família Pereira de Castro da Bahia, descendendo destes a família Meira da região de Brumado.
Em 1812, ano do fim da construção do Sobrado do Brejo, libertou uma escrava de nome Teresa, pois desconfiava que fosse sua filha. Morreu em 1814, em Bom Jesus dos Meiras (Brumado), mesmo ano que foi autuado seu inventário de bens post mortem.